# Jade De Rijcke
Jade De Rijcke (2 december 2003) is een Belgische zangeres. De Rijcke won in 2018 de The Voice Kids van Vlaanderen met het liedje Perfect van Pink. 
In 2019 ondertekende ze een contract bij Universal en in maart van dat jaar verscheen haar eerste single Straw house en in september haar tweede single Your Type. In september 2020 verscheen de single Lately. In 2022 kwam haar vierde single uit When I cry.